# Bitwa w Cieśninie Kerczeńskiej
Bitwa w Cieśninie Kerczeńskiej została stoczona 19 lipca 1790 r. w trakcie wojny rosyjsko-tureckiej 1787–1792.
Mimo wcześniejszych porażek na czarnomorskim i śródziemnomorskim teatrze wojny, Turcy zdecydowali się na desant na Krymie. Dowodzący Rosjanami kontradmirał Fiodor Uszakow zdawał sobie sprawę z ich zamierzeń, zwłaszcza po przeprowadzonym w maju i czerwcu 1790 wypadzie pod nieprzyjacielskie wybrzeża, podczas którego zniszczył 15 transportowców, kilka okrętów eskortowych i składy.
Uszakow dowodzący eskadrą w sile 10 okrętów liniowych, 6 fregat i 17 mniejszych jednostek (łącznie 860 dział), zablokował więc Cieśninę Kerczeńską, w oczekiwaniu na prawdopodobny desant. Turecka flota kapudana Hüseyina Paszy (10 okrętów liniowych, 8 fregat, 32 mniejsze jednostki, 1100 dział), która przybyła 19 lipca, była nieco silniejsza. Uszakow zdecydował się na próbę zniwelowania tureckiej przewagi dzięki walce manewrowej i wyszedł im naprzeciw (wedle obowiązujących zasad winien był przyjąć walkę na kotwicy). Z fregat sformował eskadrę odwodową, którą, gdy Turcy skupili atak na awangardzie komodora Gawriła Golenkowa, pchnął mu z pomocą. Po odparciu pierwszego ataku tureckiego, zbliżył swoje okręty liniowe do przeciwnika na dystans strzału z broni ręcznej. Szczególnie zajadle Rosjanie atakowali  jednostki flagowe, utrudniając dowodzenie.  Kilka okrętów tureckich wyszło z linii, a pod wieczór cała eskadra odpłynęła, tracąc jeden okręt i porzucając plany desantu. Pozostałe okręty wycofały się, korzystając z przewagi prędkości.
Na pamiątkę zwycięskiej bitwy w 1915 r. jednemu z okrętów Floty Czarnomorskiej nadano nazwę „Kercz”.